# Loxostege albiceralis
Loxostege albiceralis is een vlinder uit de familie van de grasmotten (Crambidae), uit de onderfamilie van de Pyraustinae. De wetenschappelijke naam van deze soort is voor het eerst voorgesteld door Augustus Radcliffe Grote in een publicatie uit 1878.
De soort komt voor in het zuidwesten van de Verenigde Staten.